# Дежевска долина
Дежевската долина e котловина в Сърбия, Рашки окръг, град Нови пазар, продължаваща по течението на Дежевска река досами югоизточните ридове на планината Голия. 
Долината има надморска височина от 500 m на устието на Дежевска река в река Рашка, докъм 900 m надморска височина в най-високата си част при селата Тенково и Люляц.
Дежевската долина има сакрално-историческо значение.  В най-високата ѝ част се намира средновековно гробище на предците на династията Неманичи.  Според легендата село Мишчиче в началото на долината е наречено на най-малкия трети син на Стефан Неманя и Ана Неманич (потомка на Анна Алусиан). Растко Неманич умира на 14 януари 1235 г. във Велико Търново и е погребан в църквата Свети Четиридесет мъченици (Велико Търново), след като се прибира от важна дипломатическа мисия в Леванта до апостолическите Александрийска патриаршия, Антиохийска патриаршия и Йерусалимска патриаршия, която е същевременно и поклоническа до Светите земи. Според българския историк Петър Петров, баща на втората съпруга Елена на Иван Асен I е Стефан Неманя, т.е. Неманя е вуйчо на първия български цар на Втората българска държава , който същата 1235 г. на събор в Лампсак е присъдено патриаршеското достойнство на българската църква.